# Почта Крыма
«Почта Крыма» — федеральное государственное унитарное предприятие, являющееся государственным оператором почтовой связи в Крыму. Создано 21 апреля 2014 года после российской аннексии Крыма. Не является самостоятельным членом Всемирного почтового союза. Выпускает собственные марки.

## Структура предприятия
Структура управления предприятия вертикально-интегрированная.
Обособленные структурные подразделения предприятия:
- Симферопольский почтамт (г. Симферополь, Симферопольский р-н, Бахчисарайский р-н, Белогорский р-н);
- Красногвардейский почтамт (Джанкойский р-н, Красногвардейский р-н, Первомайский р-н, Красноперекопский р-н, г. Армянск);
- Севастопольский почтамт (г. Севастополь);
- Евпаторийский почтамт (Сакский р-н, г. Саки, г. Евпатория, Раздольненский р-н, Черноморский р-н);
- Феодосийский почтамт (г. Феодосия, г. Судак, Советский р-н, Кировский р-н);
- Керченский почтамт (г. Керчь, Ленинский р-н);
- Ялтинский почтамт (г. Ялта, г. Алушта).

## Почтовые индексы
Почтовые индексы образованы по формуле 29хххх, где 9хххх — украинский индекс, использовавшийся до начала работы Почты Крыма.
- 295XXX — Симферополь.
- 296XXX — Красноперекопск, Армянск, Джанкой, Черноморское, Первомайское, Саки, Раздольное.
- 297XXX — Симферопольский, Нижнегорский, Евпатория, Кировское, Красногвардейское, Советский
- 298XXX — Ялта, Феодосия, Керчь, Бахчисарай, Ленино, Алушта.
- 299XXX — Севастополь.